# Riesigk
Riesigk je vesnice v německé spolkové zemi Sasko-Anhaltsko, ležící 3 km od levého břehu Labe, asi 18 km od Wittenbergu. První zmínka pochází z roku 1200. Dnes zde žije přes 198 obyvatel (k 31. prosinci 2014).

## Historie
- 1200 - první písemná zmínka o obci Riswig.
- 1603 - Anhaltsko.
- 1797 - 1800 - byl založen gotický kostel.

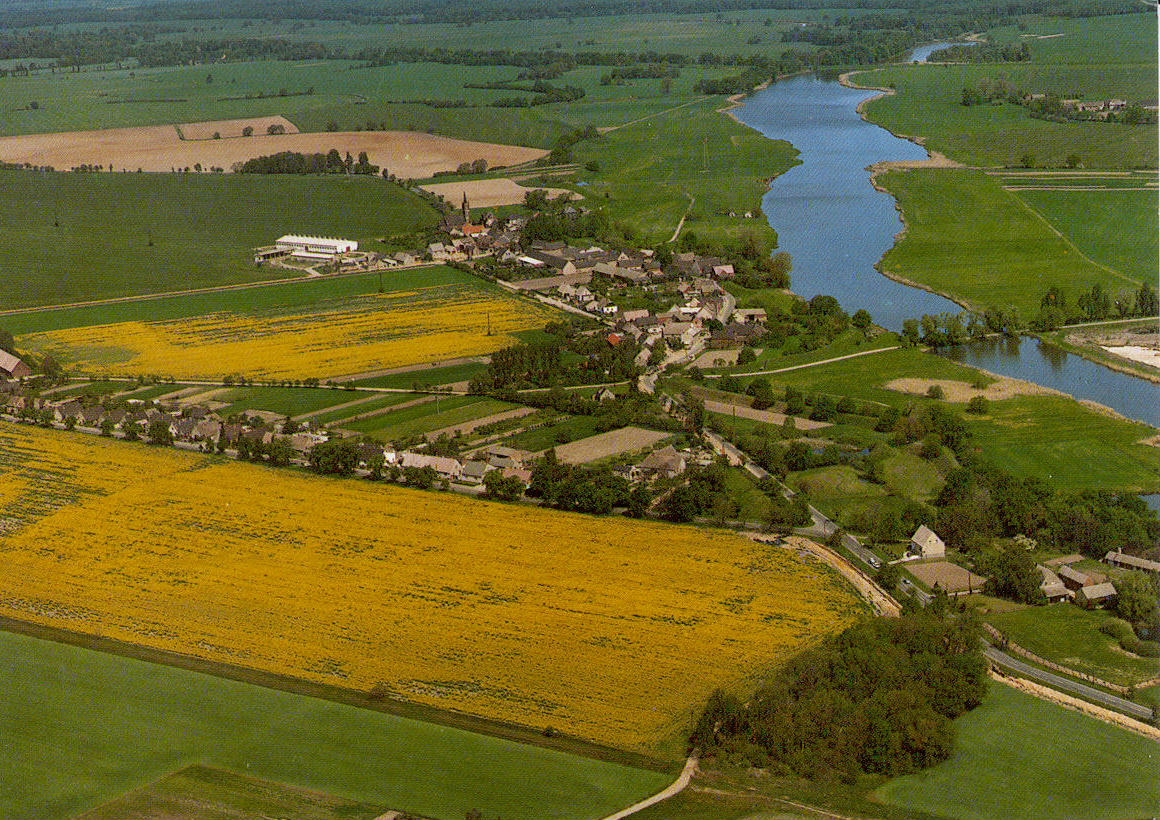
Riesigk
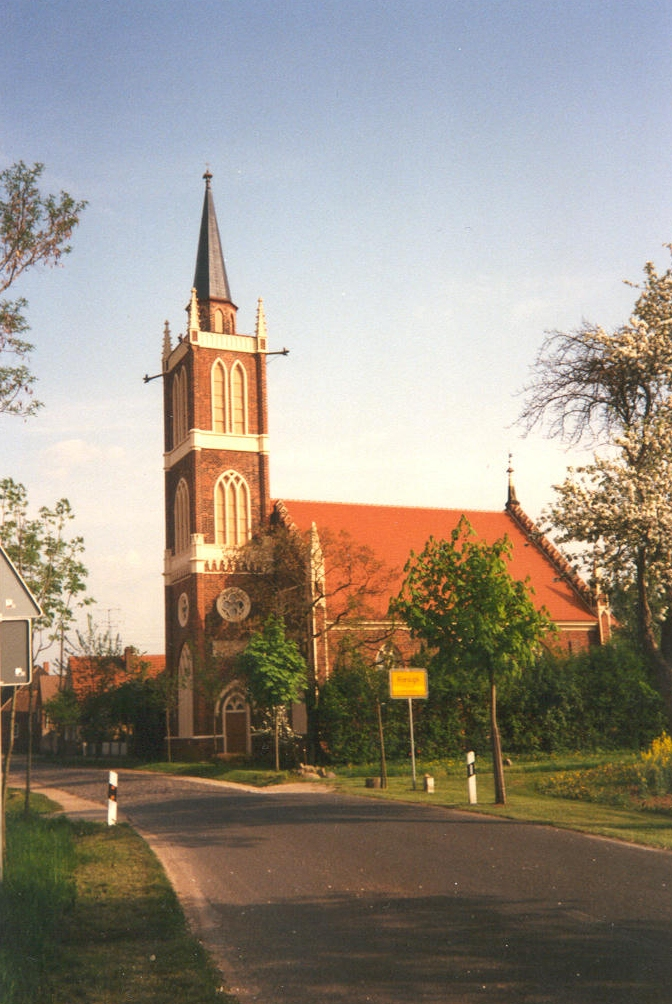
Kostel v Riesigku